# Flughafen Riberalta

i7
i11
i13
Der Flughafen Riberalta (IATA-Code: RIB, ICAO-Code: SLRI) liegt in Riberalta, einer Stadt am Río Beni im Norden Boliviens. 
Der Flughafen lag ursprünglich am Westrand der Stadt, ist aber inzwischen komplett von Siedlungsfläche umgeben. Die Start- und Landebahn hat eine Länge von 1834 m und ist asphaltiert. Vom Flughafen Riberalta werden einige innerbolivianische Routen bedient.
Das Flughafenterminal wurde in den 2010er Jahren erweitert und schließlich im September 2019 vom damaligen Präsidenten Evo Morales eingeweiht. Die Kosten für die Bauarbeiten beliefen sich auf 17,8 Mio. Bolivianos.

## Zwischenfälle
- Am 9. Juni 1975 ließen sich bei einer Curtiss C-46A-40-CU Commando der bolivianischen Frigorifico Santa Rita (Luftfahrzeugkennzeichen CP-855)  im Anflug auf den Flughafen Riberalta das linke Hauptfahrwerk und das Spornrad nicht ausfahren. Beim Versuch, das Fahrwerk manuell auszufahren, brach der entsprechende Hebel ab. Es kam zu einer Bauchlandung. Das Flugzeug wurde irreparabel beschädigt. Alle Insassen überlebten.[5]